# جيمس برنارد فاي
جيمس برنارد فاي هو سياسي كندي، ولد في 23 سبتمبر 1947.